# Kantubek
Kantubek a fost un oraș în Uzbekistan, situat pe insula Renașterii din Marea Aral. În 1989 mai avea cca. 1500 de locuitori, dar în prezent este un "oraș-fantomă". Inițial s-a dezvoltat ca un orășel pescăresc (vechea denumirea era Rîbacii Poseolok). După al doilea război mondial devine, datorită izolării sale, unul din centrele cercetărilor privind armele biologice în URSS. Pentru dezactivarea fostelor laboratoare, guvernul american a alocat în ultimii ani mai multe milioane de dolari.